# جون ليتش (لاعب كريكت)
جون ليتش (بالإنجليزية: John Leach)‏ (17 أكتوبر 1846 في المملكة المتحدة - 1 فبراير 1893) هو لاعب كريكت بريطاني (وحمل سابقاً جنسية المملكة المتحدة لبريطانيا العظمى وأيرلندا). لعب مع نادي مقاطعة لانكشر للكريكت ‏.

## وصلات خارجية
- جون ليتش على موقع إي آس بي آن كريك إنفو (الإنجليزية)